# Брадли Бич (Њу Џерзи)
Брадли Бич (енгл. Bradley Beach) град је у америчкој савезној држави Њу Џерзи.

## Демографија
По попису из 2010. године број становника је 4.298, што је 495 (-10,3%) становника мање него 2000. године.
| Група             | 2000.         | 2010.         |
| Белци             | 3.851 (80,3%) | 3.114 (72,5%) |
| Афроамериканци    | 185 (3,9%)    | 213 (5,0%)    |
| Азијати           | 70 (1,5%)     | 78 (1,8%)     |
| Хиспаноамериканци | 615 (12,8%)   | 840 (19,5%)   |
| Укупно            | 4.793         | 4.298         |